# Powiat Kashima (Ibaraki)
Powiat Kashima (jap. 鹿島郡 Kashima-gun) – dawny powiat w Japonii, w prefekturze Ibaraki. W 2005 roku liczył 142 029 mieszkańców i zajmował powierzchnię 351,14 km².

## Historia[2]

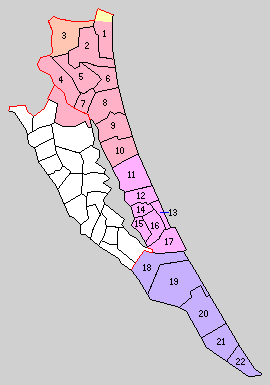
Powiat Kashima (1889 r.)

- Powiat został założony 2 grudnia 1878 roku. Wraz z utworzeniem nowego systemu administracyjnego 1 kwietnia 1889 roku powiat Kashima został podzielony na 2 miejscowości i 20 wiosek[3].
- 1 stycznia 1925 – wioska Nakajima zmieniła nazwę na Ikisu.
- 1 stycznia 1928 – wioska 東下村 zdobyła status miejscowości i zmieniła nazwę na Hasaki. (3 miejscowości, 19 wiosek)
- 15 września 1954 – miejscowość Kashima powiększyła się o teren wiosek Takamatsu, Toyotsu, Toyosato i Namino. (3 miejscowości, 15 wiosek)
- 11 lutego 1955 – wioska Numasaki połączyła się z miejscowością Nagaoka i wsiami Kaminoai i Kawane (trzech z powiatu Higashiibaraki) powstała miejscowość Ibaraki (w powiecie Higashiibaraki). (3 miejscowości, 14 wiosek)
- 15 lutego 1955 – wioska Yatabe została połączona z miejscowością Hasaki. (3 miejscowości, 13 wiosek)
- 1 marca 1955 – w wyniku połączenia wiosek Ikisu i Karuno powstała wioska Kamisu. (3 miejscowości, 12 wiosek)
- 3 marca 1955 – w wyniku połączenia wiosek Natsumi, Ōya i Suwa powstała wioska Asahi. (3 miejscowości, 10 wiosek)
- 15 marca 1955 – miejscowość Hokota powiększyła się o teren wiosek Tomoe, Tokushuku, Shingū i wsi Akitsu z powiatu Namegata. (3 miejscowości, 7 wiosek)
- 31 marca 1955: (3 miejscowości, 5 wiosek)
  - w wyniku połączenia wiosek Shiratori i Kamishima powstała wioska Taiyō.
  - w wyniku połączenia wiosek Daidō i Nakano powstała wioska Ōno.
- 23 lipca 1955 – część wsi Asahi zostaje połączona z miejscowością Ōarai (z powiatu Higashiibaraki).
- 15 lutego 1956 – wioska Wakamatsu została podzielona, część została włączona do wsi Kamisu, a reszta do miejscowości Hasaki. (3 miejscowości, 4 wioski)
- 1 stycznia 1970 – wioska Kamisu zdobyła status miejscowości. (4 miejscowości, 3 wioski)
- 1 września 1995 – wioska Ōno połączyła się z miejscowością Kashima, która zyskała status miasta. (3 miejscowości, 2 wioski)[4]
- 1 sierpnia 2005 – miejscowość Kamisu połączyła się z miejscowością Hasaki, zdobywając tym samym status miasta. (1 miejscowość, 2 wioski)[5]
- 11 września 2005 – miejscowość Hokota połączyła się w wioskami Asahi i Taiyō, zyskując status miasta[6]. W wyniku tego połączenia powiat Kashima został rozwiązany.